# 我的军中情人
《我的軍中情人》（希伯來語：יוסי וג'אגר）是一部2002年拍攝的以色列電影，導演是伊藤·福克斯。這部電影是關於在以色列-黎巴嫩邊境上的男女士兵企圖在戰爭中找到一些和平。
這套電影在拍攝的時候受到了以色列軍方的嚴厲阻礙，但最後卻由於它準確地反映了很多年輕以色列人被迫到軍隊中服役並面對每天的軍事生活，而獲得了巨大的成功。
该片的主题音乐由以色列歌手伊夫里·利德尔创作，成为其代表作之一。
本片获得了2003意大利都灵同志影展最佳观众票选奖、纽约翠貝卡電影節最佳男主角。

## 劇情
Yossi（Ohad Knoller飾）是一個駐扎在以黎邊境雪山上一個部隊的連長，但是在私底下，他和這個連的排長Lior是同性伴侶關係。Lior被大家稱作Jagger，因爲他英俊的外表很像一個搖滾樂明星。只要他們有一點私人時間，他們就會到巡邏的地方浪漫。
一天，一名上校（Sharon Raginiano）帶著兩名女兵來到營地。當中的一名女兵Yaeli則喜歡上了Jagger。而她拒絕了另一名喜歡上她的Ofir。
這個上校是來監控一場夜間埋伏行動的，但是Yossi很反對這個行動，因爲當天晚上是月圓之夜，同時他也擔心Jagger的安全。在當晚的行動中，Jagger受了重傷，在他的伴侶Yossi的懷中去世。而這時，Yossi已經敢公開承認他對Jagger的愛意了。
在Lior的葬禮上，Yaeli對Lior的父母說自己是Lior的女朋友，但是當他的母親問起Jagger最喜歡的音樂時，卻只有Yossi可以回答出來。

## 外部連結
- 互联网电影数据库（IMDb）上《我的军中情人》的资料（英文）
- 官方网站 （页面存档备份，存于）